# Bent Hougaard
Bent Hougaard är en dansk psykolog och författare som är känd för att ha myntat begreppet curlingföräldrar.
Hougaard blev folkskollärare 1965 och tog 1979 en Cand.pæd.-examen i pedagogisk psykologi.